# 로이스가

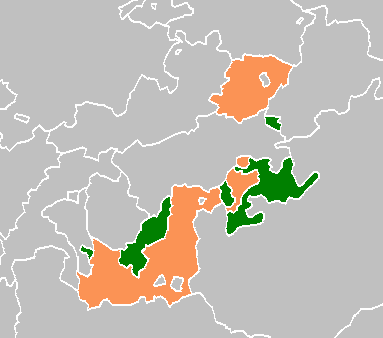
로이스 가문이 소유한 영지. 녹색은 형계(Altere Linie), 주황색은 제계(Jüngere Linie)가 소유한 영지이다.

로이스 가문(독일어: Reuss, Reuß)은 독일 중부 튀링겐주에 있었던 영주의 가문이다. 1918년 당시에는 로이스그라이츠(Reuß-Greiz, 로이스 형계(兄系, Altere Linie))와 로이스게라(로이스 제계(弟系, Jüngere Linie))로 나뉘어 있었다.

## 역사
- 1010년경 성립
- 1206년 - 로이스-게라, 로이스-플라우엔, 로이스-베이다의 세 영토로 나뉨
- 1564년 - 형계(兄系), 중계(仲系), 제계(弟系)의 세 영토로 나뉨
- 1778년 - 로이스그라이츠(로이스 형계(兄系, Altere Linie)) 후국 수립
- 1806년 - 로이스게라(로이스 제계(弟系, Jüngere Linie)) 후국 성립
- 1815년 - 두 후국이 독일 연방에 가입
- 1866년 - 두 후국이 북독일 연방에 가입
- 1871년 - 두 후국이 독일 제국의 한 영방이 됨
- 1918년 - 독일 군주제 붕괴
- 1919년 - 두 영토가 합병되어 로이스 공화국이 됨
- 1920년 - 튀링겐주(州)의 일부가 되어 현재에 이름

## 남자 자손의 이름
로이스 가문의 통치자인 로이스 가(家)는 모든 남자 자손들의 이름이 하인리히(Heinrich)라는 것이 특이하다. 이것은 12세기에 그들 가문에게 베이다(Weida)와 게라(Gera)의 영토를 주었던 신성(神聖)로마제국의 황제 하인리히 6세를 기념하기 위한 것이었으나, 가족법으로 규정된 것은 1688년부터였다. 가문 전체의 모든 남자 자손들의 이름이 하인리히였기 때문에, 이름 뒤에 '~세(世)'를 붙여 서로를 구분했다.
같은 아버지를 둔 형제 사이라도 '~세(世)'가 연속해서 이어지지는 않았다. 숫자는 전체 가문의 남자아이들에게 태어난 순서대로 붙여지기 때문이다. 가령 하인리히 67세의 다섯 아들들은 하인리히 5세, 하인리히 8세, 하인리히 11세, 하인리히 14세, 하인리히 16세였다.
한편, 그 숫자가 무한히 늘어나지는 않았다. 형계(Altere Linie)에서는 100까지 숫자가 매겨지면, 그 다음부터 태어나는 남아(男兒)부터는 다시 1세로 돌아가 숫자를 붙인다. 한편 제계(Jüngere Linie)에서는 세기(世紀)가 바뀌면 그 때부터 태어나는 남아부터는 다시 '1세'로 돌아가 숫자를 붙인다.

## 제1차 세계 대전 이후의 로이스 가문
- 로이스 가문 당주
  - 1918년 - 1927년 하인리히 24세 (형계, 兄系)
  - 1918년 - 1928년 하인리히 27세 (제계, 弟系)
  - 1927년 - 1945년/1962년 하인리히 45세 (1895-? : 1945년 소련군에 의해 납치 실종, 1962년 사망 선언)
    - 하인리히 45세는 로이스-슐라이츠 가문 최후의 남자였기 때문에, 1935년에 독립한 분가(分家)인 로이스-쾨스틀리츠 가문에서 양자(작위상속이 아닌 재산상속을 목적으로) 하인리히 1세(1910~82)를 맞았다. 그는 하인리히 45세의 조카딸 보이슬라바 페오도라 추 메클렌부르크(1918~)와 결혼했는데, 그녀는 1990년대 초에, 자신의 장남 하인리히 8세에게 로이스 가문의 재산이 반환되어야 한다고 주장했다.

  - 1962년 - 2012년 하인리히 4세 (1919-, 로이스-쾨스틀리츠의)
  - 2012년 - 현재 : 하인리히 14세 (1955-)
    - 후계자 : 하인리히 29세 (1997-)